# 帕爾卡尼夫卡
47°15′49″N 29°36′56″E / 47.26361°N 29.61556°E
帕爾卡尼夫卡（烏克蘭語：Парканівка）是位於烏克蘭西南部的村莊，由敖德萨州羅茲季利納區的扎哈里夫卡市鎮負責管轄。該村始建於1823年，面積0.63平方公里，海拔高度183米，2001年人口185，人口密度每平方公里293.65人。